# Cztery Wielkie Wynalazki
Cztery Wielkie Wynalazki – pojęcie używane w Chinach jako symbol potęgi naukowej i technologicznej tego kraju. Są to: druk, kompas, papier i proch, wszystkie one po raz pierwszy pojawiły się w Chinach:
- Pierwsze wzmianki o używaniu magnetytu w celu określania kierunków geograficznych pojawiły się w chińskiej literaturze w IV w. p.n.e.[1] Michel Westphal uważa, że Chińczycy używali kompasu od 121, a do Europy dotarł on w XII w.[2]
- Pierwszy był papier wynaleziony według tradycji[czyli czego?] w 105, ale wytwarzany II w. p.n.e.
- W II w. n.e. pojawił się proch.
- Druk wynaleziono w VII wieku.

Papier i proch trafiły do Europy drogą lądową, co trwało po kilkaset lat.